# میکول آدزورو
میکول آدزورو (ایتالیایی: Micol Azzurro؛ ‏ ایتالیایی: [adˈdzurro] ()؛ ‏ زادهٔ ۲۰ اوت ۱۹۸۶) بازیگر و شوگرل اهل ایتالیا است.
از فیلم‌ها یا مجموعه‌های تلویزیونی که وی در آن‌ها نقش داشته است، می‌توان به گناه و شرم و پدر ماتئو اشاره نمود.